# 1828 az irodalomban
Az 1828. év az irodalomban.

## Események
- Elkészül a Magyar Tudós Társaság alapszabálya. Eszerint: „Mindenek előtt kötelessége e Társaságnak a honni nyelvet mívelni és gyarapítani.”[1]
- Vörösmarty Mihály veszi át a Tudományos Gyűjtemény szerkesztését és annak melléklapjaként megindítja a Koszorút (1828–1844).

## Megjelent új művek
- Charles-Augustin Sainte-Beuve francia író, kritikus első nagy munkája: Tableau historique et critique de la Poésie française et du théâtre français au XVIe siècle (Történeti és kritikai körkép a XVI. századi francia költészetről és színházról)
- Léon Gozlan francia zsidó író, drámaíró első regénye: Les Mémoires d'un apothécaire (Egy patikus emlékiratai)
- Nathaniel Hawthorne amerikai író első publikált, ám hamarosan megtagadott regénye: Fanshawe
- Walter Scott regénye: The Fair Maid of Perth (A perthi széplány)

### Költészet
- Victor Hugo: Odes et Ballades (Ódák és balladák); 1822–1827 között megjelent verseinek gyűjteményes kötete.
- Adam Mickiewicz Konrad Wallenrod című verses regénye.

### Dráma
- Victor Hugo drámája: Amy Robsart.

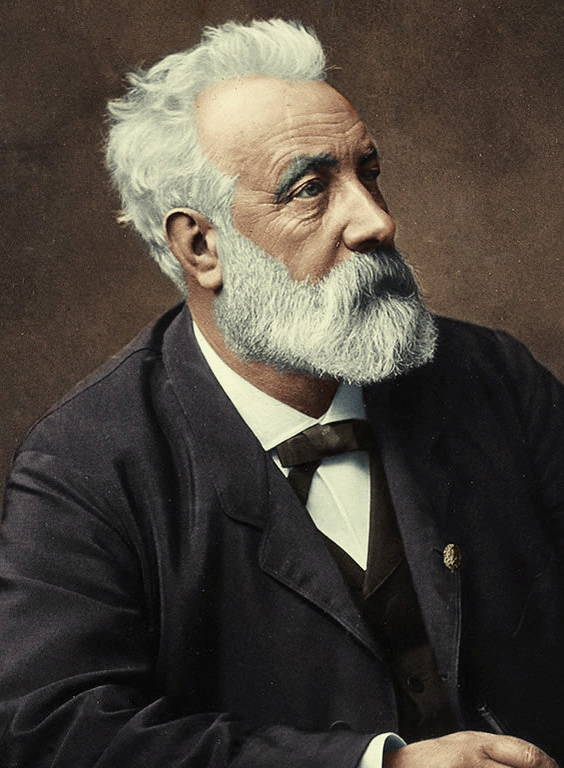
Jules Verne

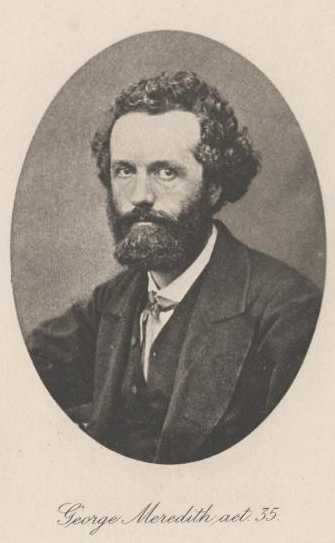
George Meredith

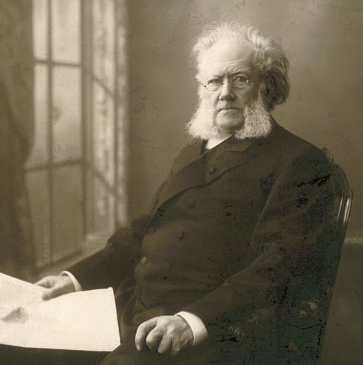
Henrik Ibsen

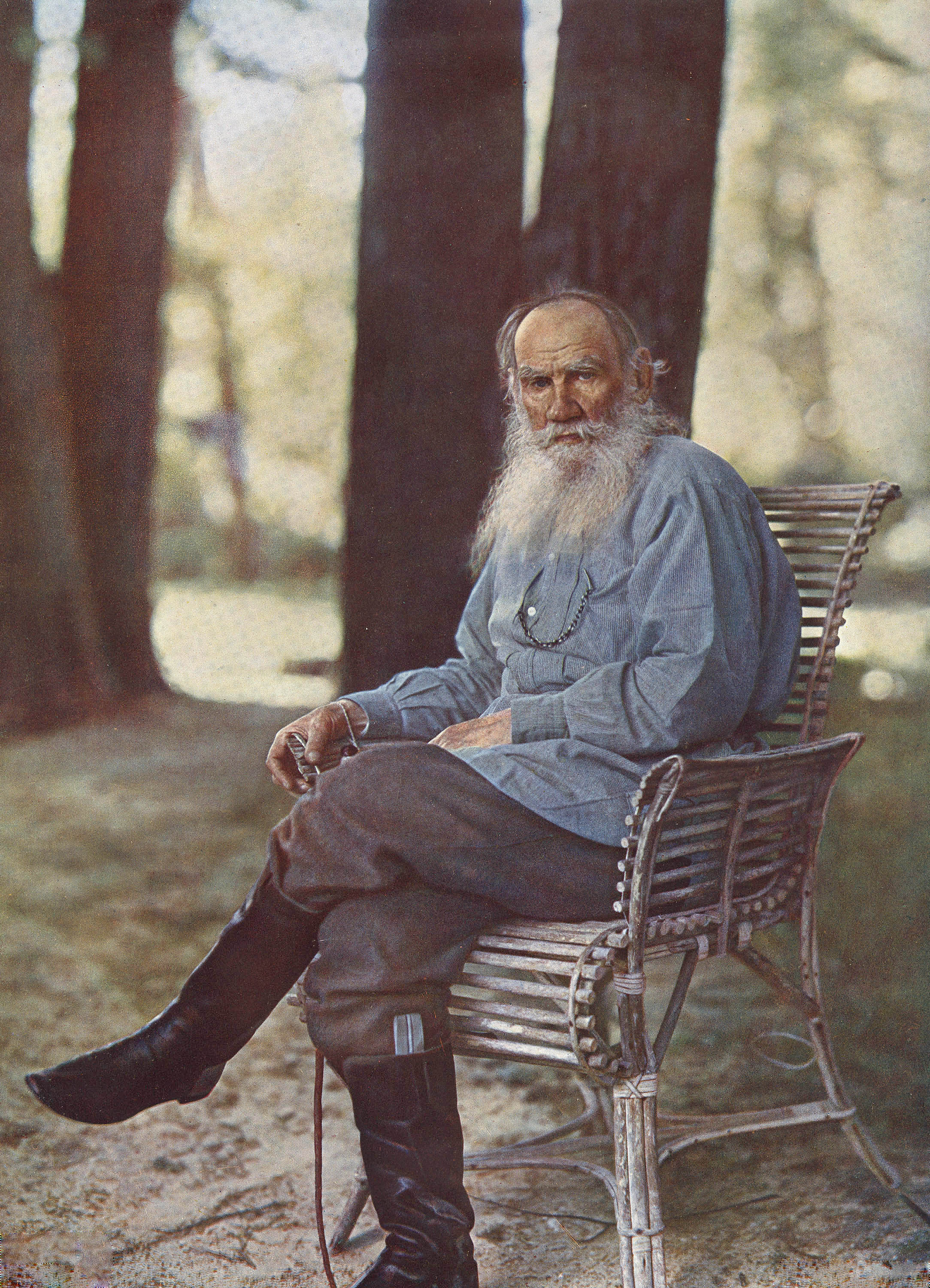
Lev Tolsztoj

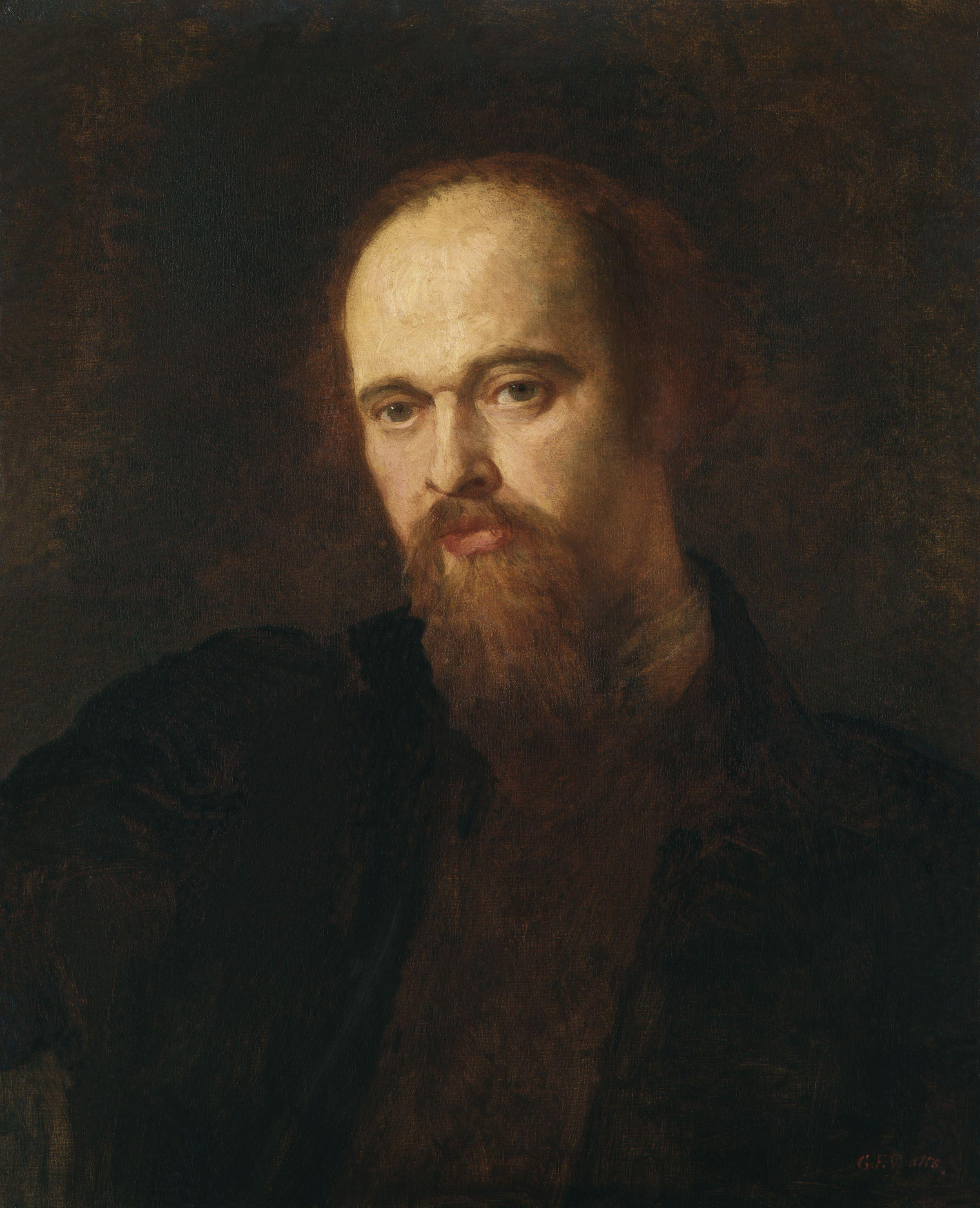
Dante Gabriel Rossetti

- Id. Alexandre Dumas első nagyobb közönségsikerét éri el a III. Henrik udvara bemutatójával.
- Johan Ludvig Heiberg dán költő, színműíró, kritikus Elverhøj (A költők hegye) című drámájának bemutatója.
- Franz Grillparzer osztrák drámaíró Bánk bán-feldolgozása: Ein treuer Diener seines Herrn (Urának hű szolgája). 1828-ban mutatták be, nyomtatásban 1830-ban jelent meg
- Ferdinand Raimund mesejátéka: Der Alpenkönig und der Menschenfeind (Az Alpok királya és az embergyűlölő).[2]
- Christian Dietrich Grabbe német szerző drámájának bemutatója: Don Juan und Faust.

### Magyar nyelven
- Kazinczy Ferenc önéletírása: Pályám emlékezete. A műnek az 1792. évig terjedő részét a Tudományos Gyűjtemény közli folytatásokban.
- Vörösmarty Mihály: Eger, kiseposz három énekben.
- Megjelenik Kisfaludy Károly legsikerültebb vígjátéka, a Csalódások. 1822-től kezdve az Auróra című folyóiratban rendszeresen jelennek meg az író vígjátékai.

## Születések
- február 8. – Jules Verne (Verne Gyula) francia író, a tudományos-fantasztikus irodalom korszakalkotó alakja († 1905)
- február 12. – George Meredith angol költő, regényíró († 1909)
- március 20. – Henrik Ibsen norvég költő, drámaíró, színházi rendező; a modern dráma „atyjá”-nak is nevezik († 1906)
- március 22. – Vittorio Bersezio olasz író († 1900)
- április 21. – Hippolyte Taine nagy hatású francia irodalomtörténész, kritikus († 1893)
- május 12. – Dante Gabriel Rossetti angol festő, költő, a preraffaeliták néven ismert író- és művészcsoport legjelentősebb alkotója († 1882)
- július 18. – Nyikolaj Gavrilovics Csernisevszkij orosz forradalmi demokrata író, kritikus († 1889)
- szeptember 9. – Lev Nyikolajevics Tolsztoj orosz író, drámaíró, filozófus, a realista orosz próza magasan kiemelkedő egyénisége († 1910)

## Halálozások
- január 5. – Kobajasi Issza japán haikuköltő (* 1763)
- január 16. – Johann Samuel Ersch az újabbkori német bibliográfia megalapítója (* 1766)
- február 23. – Fazekas Mihály magyar költő, botanikus (* 1766)
- március 28. – Kultsár István magyar író, szerkesztő, lapkiadó és színigazgató (* 1760)
- június 21. – Leandro Fernández de Moratín spanyol költő, drámaíró (* 1760)
- október 13. – Vincenzo Monti olasz költő, drámaíró, műfordító (* 1754)